# 귀인 이씨 (내안당)
내안당 귀인 이씨(萊安堂 貴人 李氏, 1847년 ~ 1914년 2월 13일)는 고종의 후궁이다.

## 생애
궁인(宮人)으로 있다가 승은을 입어 슬하에 옹주 하나를 두었으나, 조졸하였다. 1900년 8월 3일 소의(昭儀)로 책봉되었고, 1906년(광무 10) 5월 27일(양력) 귀인(貴人)으로 책봉되었다. 1914년 2월 13일 북부 수문동 사저에서 향년 68세 일기로 별세하였다. 고종의 후궁 가운데 귀인 이씨가 셋이라 자주 혼동되곤 하나 순종실록부록에 등장하는 덕수궁(德壽宮) 이귀인(李貴人)은 일찍이 승은을 입고 요절한 옹주를 두었다는 묘사가 고종 황제의 행장 속 귀인 이씨와 일치한다. 묘소는 양주군 인창면 월곡리 완친왕묘 우강 남쪽에 예장하였다가 도시개발로 경기도 고양시 덕양구 원당동 서삼릉 내 후궁묘역으로 이장하였다.

## 내안당 귀인 이씨를 연기한 배우

### TV 드라마
- 오연수 - 《대원군》(1990년, MBC)
- 이주화 - 《찬란한 여명》(1995년, KBS)

## 같이 보기
- 영보당 귀인 이씨
- 귀인 장씨
- 삼축당 김씨